# Hoch Heidecksburg
Der Konzertmarsch Hoch Heidecksburg wurde 1912 vom thüringischen Militärmusiker Rudolf Herzer komponiert. Benannt wurde der Marsch nach dem Schloss Heidecksburg in Rudolstadt, wo Herzers Verband, das 7. Thüringische Infanterie-Regiment Nr. 96, stationiert war.
Aufgrund des eher sinfonischen Charakters des Marsches, insbesondere im Trio das Baritonmotiv – später tutti wiederholt –, das sich durch volksfestlichen Klang auszeichnet, ist er der Kategorie der Konzertmärsche zuzuordnen, die weniger für militärische Zwecke (Vorbeimärsche) als für konzertante Aufführungen vor Publikum geeignet sind.
In leicht vereinfachter Form mit aufgelegtem Text ist Hoch Heidecksburg die Titelmusik der seit 1994 in der ARD ausgestrahlten Feste der Volksmusik.
Das Wort „Hoch“ ist eine Huldigung/Lebehoch, vgl. wikt:Hoch. Im französischen Sprachbereich hat der Marsch den Titel Au bord du Rhin (Am Ufer des Rheines). Als The Watchtower ist es der Regimentsmarsch der Royal Military Police.
Die Rechte an Hoch Heidecksburg übertrug Herzer 1913 einem Berliner Verleger.
Hoch Heidecksburg ist der Truppenmarsch des Ausbildungskommandos der Bundeswehr.